# トーラナ

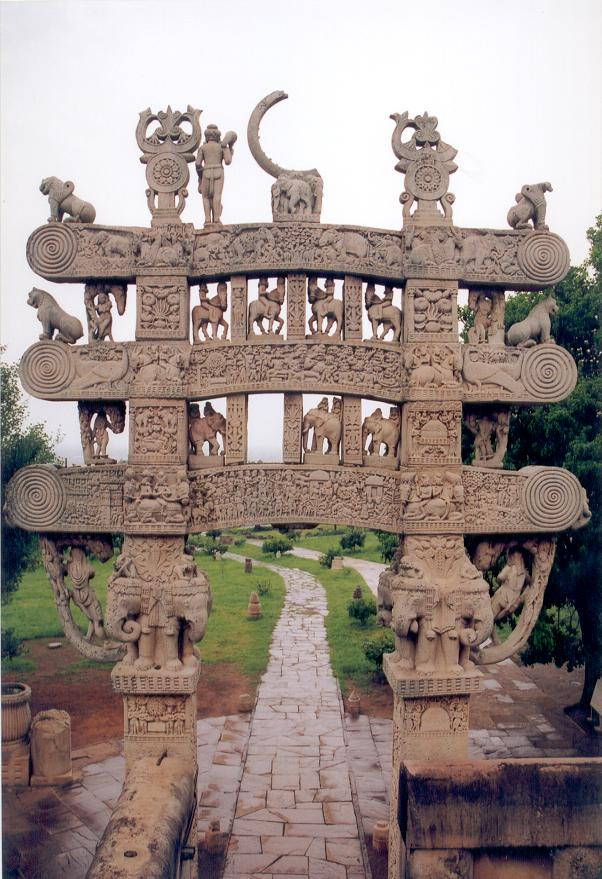
サーンチーのトーラナ

トーラナ（梵: Toraṇa）とは、インドの仏教寺院やヒンドゥー教寺院にみられる門のこと。サンスクリットで「塔門」を意味する。かつてはインド亜大陸全土にあるストゥーパの仏塔の四方に設置されていたが、多くは仏教衰退とともに崩壊した。
仏伝図や本生図などをモチーフとした精巧な彫刻が施されているものが多く、紀元前2世紀末から前1世紀頃に建設されたサーンチーのトーラナにも獅子像などが掘り込まれている。
日本仏法最初の官寺といわれる四天王寺にも、同様に寺社の四方に鳥居が設置されており、狛犬などと同じく、トーラナも仏教に付随して伝来し、鳥居となったとする学説が存在する。